# 科佩欽齊
49°06′N 25°56′E / 49.100°N 25.933°E

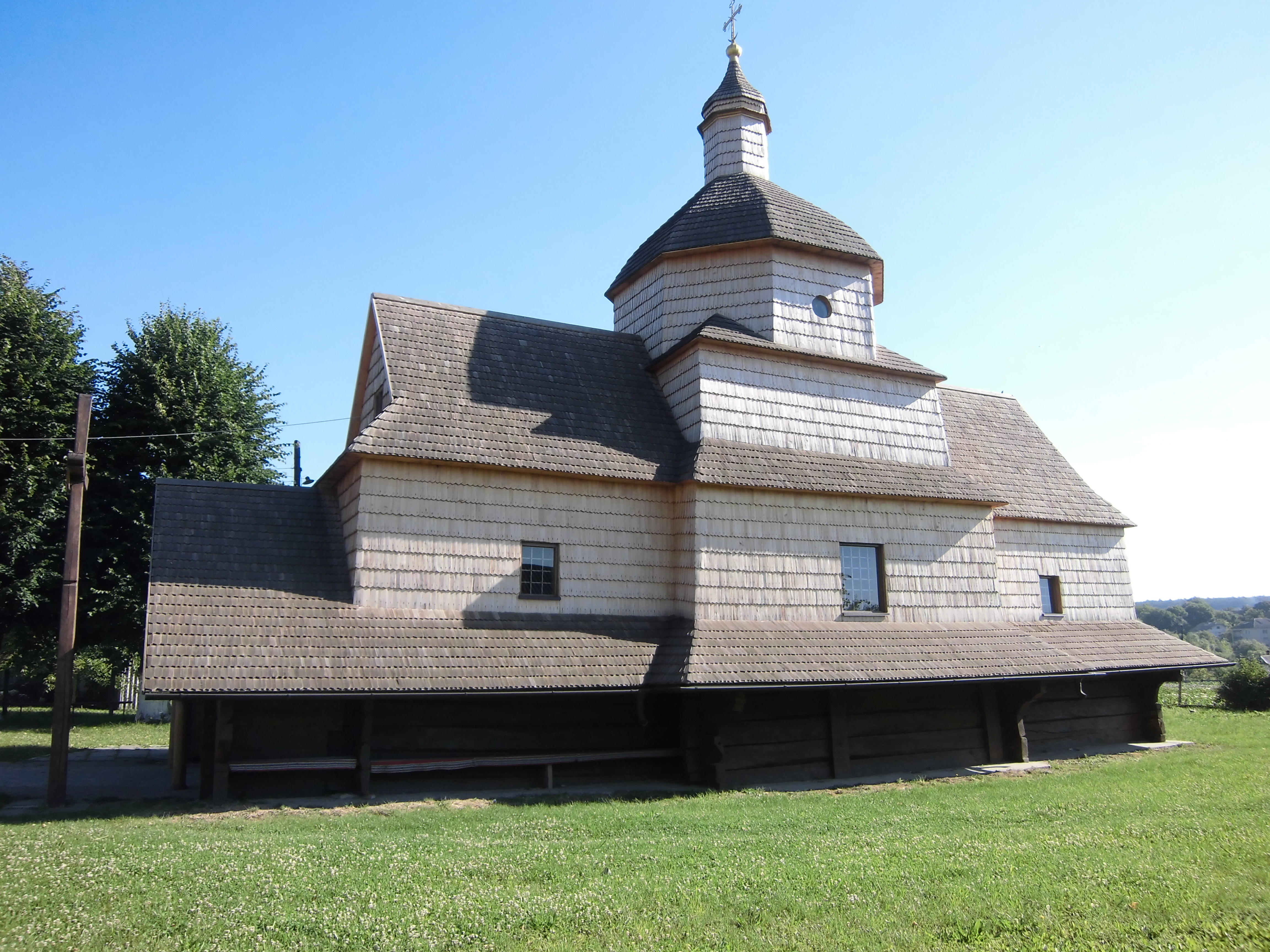
科佩欽齊的教堂

科佩欽齊是位於烏克蘭西部的城市，由捷爾諾波爾州喬爾特基夫區的科佩欽齊市鎮負責管轄。該市距離首府捷爾諾波爾55公里，海拔高度340米，面積3.54平方公里，2010年人口6,878。